# Einar Jonasson
Erik Einar Vilhelm Jonasson, född 23 februari 1907 i Borås, död 16 september 1976 i Borås, var en svensk fotbollsmålvakt.
Jonasson representerade IF Elfsborg mellan 1924 och 1939. Han spelade mellan 1928 och 1932 fyra A-landskamper för Sverige.